# La Varda
La Varda est un groupe de folk alternatif français, originaire de la région de Perpignan et des Hautes-Pyrénées. Le groupe est principalement actif dans les années 2000.

## Biographie
Le groupe est formé de la volonté de Danito et Kif (Franck Marty), formant déjà le duo Les Croquants, de fonder un groupe pour jouer leurs propres compositions. Deux personnes de leur entourage, Drachir (Richard Mas) et Tix (Régis Tillet), les rejoignirent et ainsi fut créé le noyau de La Varda, terme signifiant « roulotte » en romani. Rapidement désireux d'ajouter un violon à leur formation, ils rencontrèrent Hai Nguyen lors d'une représentation des Croquants et celui-ci rallia leur rang. Au terme d'une dizaine de concerts, ils enregistrèrent une première maquette.
En 2000, le groupe s'agrandit après avoir croisé le chemin de Yannosh (Jean-Marc Parayre) qui apporta son large éventail d'instruments traditionnels, renforçant la notion de voyage dans leurs compositions. Durant deux ans, ils commencèrent à faire parler d'eux et se produisirent dans de nombreux concerts de la région, pour finalement enregistrer leur deuxième album en 2002. À partir de ce moment, le groupe quitte le cadre régional et commence à jouer dans toute la France. Après les enregistrements, ils sortent donc leur deuxième album, Folk You!, qui atteint la 31e place des charts français en février 2004.
En 2003, Danito quitte le groupe pour se consacrer aux Croquants, remplacé un temps par Cédric qui quittera le groupe en 2004 pour rejoindre Les Petites Gens. Durant cette période, les intonations folk du groupe se renforcent (avec le nouveau guitariste Sylvano). Suivra une tournée dans les pays de l'Est qui apportera son lot d'inspiration musicale et débouchera sur l'enregistrement du troisième album. En 2006, ils jouent à Auch.

## Style musical
La Varda joue du folk alternatif, autrement dit de la musique traditionnelle « modernisée ». Les sonorités irlandaises, tziganes, slaves ou yiddish, tirées d'instruments traditionnels telle que la vielle, la cornemuse ou la mandoline, sont mélangées avec des rythmes jazz et rock. La musique est très festive, avec des rythmes rapides et mettant en avant les instruments traditionnels. On retrouve ainsi une java dansante qui côtoie un quadrille endiablé ou encore une valse aux intonations jazzy suivie d'une ballade irlandaise très rock. De nombreux morceaux sont instrumentaux, et bien souvent le chant n'occupe qu'une moitié des morceaux.
Les textes de La Varda parlent principalement du voyage et de pays étrangers, tels que l'Irlande, le Québec ou l'Europe centrale. Les paroles sont parfois simplement des ballades poétiques, mais bien souvent elles s'engagent sur le plan politique, surtout dans la défense des peuples opprimés, passées et présentes, tels que les Juifs, les immigrés maghrébins ou les Irlandais.

## Membres
- Jean-Marc « Janosh » Parayre — accordéon, violon, vielle à roue, nyckelharpa, tuba, cornemuse
- Régis « Tix » Tillet — contrebasse
- Julien « Ju » Grégoire — batterie, percussions
- Franck « Kif de la Kif » Marty — chant, accordéon, banjo, mandoline
- Hai « Fraï » Nguyen — violon
- Sylvain « Sylvano » Tomei — guitare, guitare électrique
- Cyril « Quenelle » Virevaire — son façade
- David « Trapouille » Dassonville — son retour
- Loic « Louloupiote » Ollivier — régie lumière